# Georgina Klug
Georgina Klug (* 11. Juni 1984 in Santa Fe) ist eine argentinische Volleyball- und Beachvolleyballspielerin.

## Karriere Halle
Klug spielte seit 1997 Hallenvolleyball, zunächst beim heimatlichen Regatas Santa Fe und später bei verschiedenen argentinischen Vereinen, zuletzt bei Banco Nacion Ramallo, wo sie 2008 argentinischer Meister wurde. Anschließend setzte die Außenangreiferin ihre Karriere in Europa fort und spielte in Spanien, Italien und zuletzt beim VC Weert, mit dem sie 2011 niederländischer Meister und Pokalsieger wurde. Danach kehrte sie zurück nach Südamerika und spielte 2011 in Chile für CD Universidad Católica und von 2012 bis 2014 in Argentinien für Mar Chiquita Voley. Klug spielte auch 46 mal in der argentinischen Nationalmannschaft, die 2008 mit ihr als Kapitänin die Bronzemedaille beim Panamerika-Cup gewann.

## Karriere Beach
Seit 2012 spielte Klug auch Beachvolleyball, zunächst nur in Südamerika an der Seite von Silvana Olivera und Natali Flaviani. Seit Juni 2013 bildete Klug mit der Olympiateilnehmerin Ana Gallay ein neues Team. Bei der kontinentalen Tour erreichten sie 2013 und 2014 fast immer das Finale und auch bei der FIVB World Tour hatten sie einige Top-Ten-Platzierungen. Bei den Panamerikanischen Spielen 2015 in Toronto gewannen sie die Goldmedaille. Gallay/Klug konnten sich sowohl für die WM 2015 in den Niederlanden als auch für die Olympischen Spiele 2016 in Rio de Janeiro qualifizieren, schieden allerdings jeweils nach der Vorrunde aus. Im Juni 2017 beendete Georgina Klug ihre internationale Karriere.